# Fort de Chailluz
 (septembre 2015).
Le fort de Chailluz est une fortification française de la fin du XIXe siècle appartenant au camp retranché de Besançon, dans le département du Doubs.

## Histoire
Le fort de Chailluz fait partie de la première phase de construction du camp retranché de Besançon dont la mise en place s'étala de 1872 à 1880. Portant le nom de la forêt au sommet de laquelle il se trouve (la forêt de Chailluz), le fort est surtout connu des Bisontins comme le « fort de la Dame blanche » en relation avec la légende éponyme. En 1887 il se voit attribuer, à la suite du décret Boulanger, le patronyme du général de division François Joseph Kirgener tué par un boulet le 22 mai 1813 à l'issue de la bataille de Reichenbach.
Avec le fort de Châtillon-le-Duc et la batterie du Calvaire, le fort de Chailluz élargit vers le nord le camp retranché de 1870 afin de tenir compte de l'accroissement de la portée des canons. Sa mission était d'interdire le passage de 4 km le séparant de Thise, à l'est de la forêt de Chailluz. 
Construit de 1875 à 1878 en maçonnerie, il est du type Séré de Rivières à massif central et batterie basse. Il occupe le point haut (619 m) de la crête dominant au sud la vallée de l'Ognon. Son front nord, suivant la limite intercommunale Besançon-Bonnay, domine la falaise. Il n'est de ce fait entouré de fossés que sur trois côtés, le fossé ouest franchi originellement par un pont-levis étant celui où arrive le chemin stratégique venant de la clairière des Petites Baraques.

## Description
Le premier camp retranché de Besançon est construit hâtivement durant la guerre franco-allemande de 1870. Après la défaite et le retrait des armées allemandes, le général Séré de Rivières lancera son programme national de défense des frontières comprenant notamment la création de ceintures de forts autour des principales places de l'Est. Celui-ci se concrétisera sur Besançon par la construction ou le remaniement entre 1872 et 1880 d'une redoute, de dix forts (dont Chailluz) et sept batteries.
De forme rectangulaire (210 m sur 120 m), avec une escape sud en deux pans, le fort était prévu pour accueillir 598 hommes dont 15 officiers et être armé de 25 pièces d'artillerie dont 10 mortiers. Ses effectifs et armement varieront ensuite au fil des années. Le casernement, le magasin à poudre et divers locaux (magasins à vivres et matériel, boulangerie, infirmerie...) occupent la partie centrale de part et d'autre d'une étroite cour de 75 m ; deux chemins du rempart permettent la circulation des hommes et du matériel autour de ce massif dont la partie supérieure reçoit une crête d'infanterie. Partant du massif central, cinq longues traverses assurent la protection latérale de la garnison et encadrent, sur l'extérieur, huit traverses-abris entre lesquelles sont aménagés les plates-formes d'artillerie orientées essentiellement vers le sud et l'est. Une batterie-annexe, à gauche de l'entrée, est dirigée vers la plaine au nord.
Afin de communiquer avec Besançon et les places distantes (Dijon, Belfort et Langres), le fort était équipé de deux postes optiques par signaux lumineux.
Le flanquement des fossés était assuré par deux caponnières doubles en maçonnerie comme les murs des fossés. Malgré les fortes épaisseurs de terre au-dessus des casemates, le fort n'était plus à l'épreuve des bombes lorsque l'obus-torpille chargé d'explosif brisant remplaça, en 1885, les traditionnels obus à poudre noire. C'est pourquoi, entre 1890 et 1893, une caserne bétonnée sera aménagée en sous-sol derrière l'escarpe du fossé ouest.

## Visite
Le chemin stratégique à travers la forêt de Chailluz a dû emprunter en partie des voies forestières déjà existantes et en créer d'autres afin de respecter la contrainte d'une pente ne dépassant pas 12 %. Partant des Montarmots, la route forestière « du Fou du Carré » mène aux petites Baraques. De là, le chemin stratégique escalade « La Côte » en faisant quatre lacets qui lui permettent de gagner 90 m d'altitude. Puis via ce qui est aujourd'hui la « route forestière de Genau » parallèle à la ligne de crête, il aboutit à l'entrée du fort. 

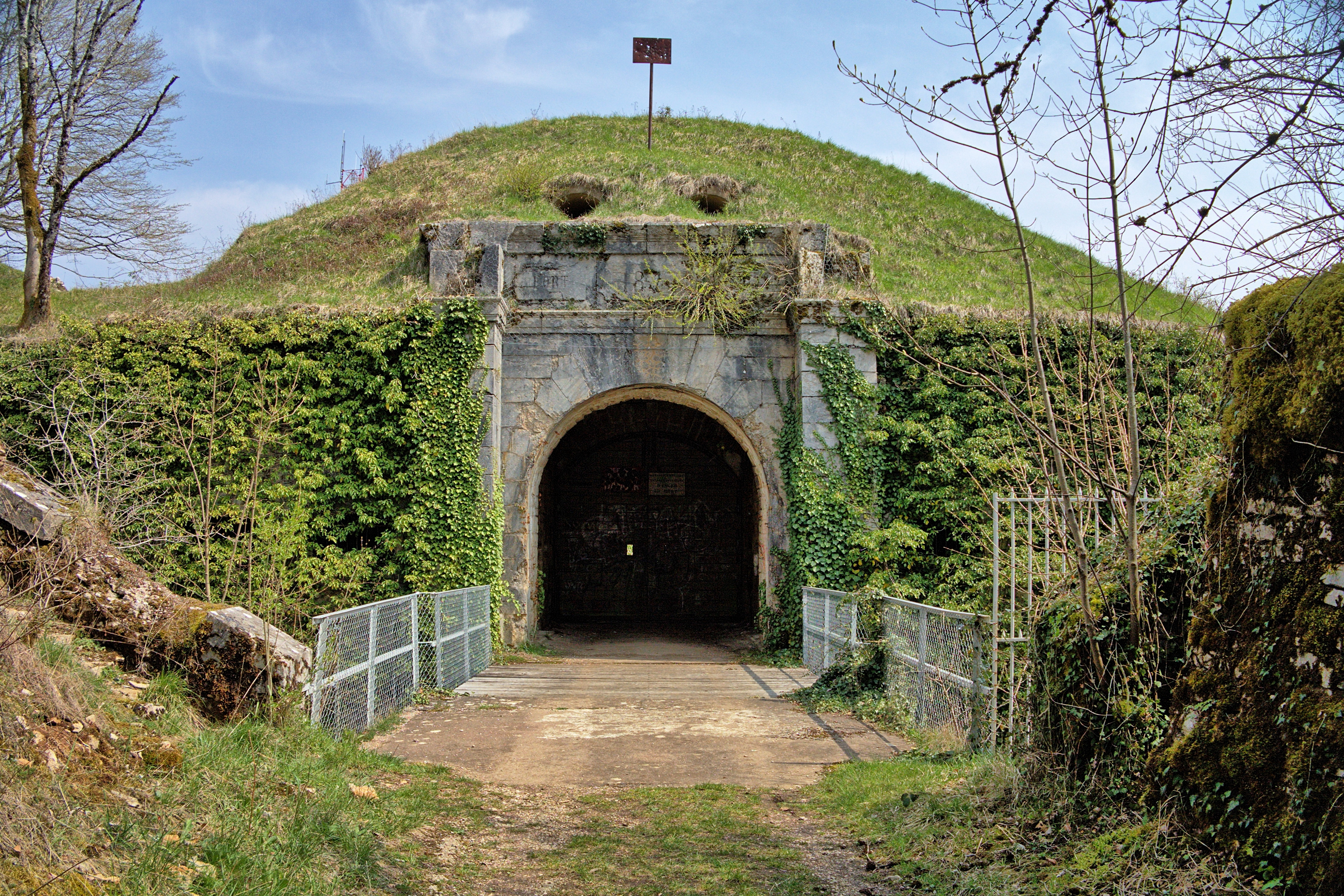
L'entrée du fort de Chailluz

Depuis les Montarmots, le chemin parcourt ainsi 7,5 km hors agglomération. Ce chemin dessert au passage trois magasins à poudre et deux batteries complémentaires :
- le magasin des Montarmots (1889) en contrebas du chemin des Relançons. Creusé en caverne.
- le magasin de la Fourche (1889) à la sortie du dernier lacet avant d'atteindre la crête. Également en caverne.
- la batterie de la Fourche (v. 1890) terrassée à proximité du magasin de la Fourche.
- le magasin de la Charrière  sur le chemin de la Charrière du fort. Peu avant l'arrivée au fort, il faut descendre sur 400 m ce chemin forestier pour découvrir ce magasin en semi-caverne construit en deux fois (1886 et 1892).
- la batterie de la Charrière (v.1890) terrassée à proximité du précédent magasin.

Arrivant par l'Ouest, nous découvrons le fort entouré sur trois côtés d'un profond fossé aux murs maçonnés, la partie nord en bord d'à-pic en étant dispensée. Un aller-retour sur le chemin couvert longeant la contrescarpe permettra d'observer les deux caponnières doubles qui, protégées par une masse de terre de plusieurs mètres, assuraient le flanquement des fossés, ceux situés à l'est et l'ouest débouchant sur la falaise. Revenant au point de départ et laissant à gauche la batterie annexe avec ses deux plates-formes de tir et son abri voûté recouvert de terre, nous faisons face au porche d'entrée surmonté de la casemate de protection d'un poste optique (les orifices visibles sont  les sorties de deux des quatre conduits de ce poste). 
Le fort n'étant pas visitable (danger d'éboulements), la découverte se limitera à observer les embrasures de défense de chaque côté de la porte d'entrée. En s'avançant sur le pont dormant qui a remplacé le pont-levis originel, on apercevra par le judas de la porte d'autres embrasures de part et d'autre du porche ainsi que la cour intérieure dans l'enfilade. À voir également, à droite du pont, un escalier avec haha accroché à la contrescarpe et une poterne au pied de l'escarpe qui donne sur le casernement « temps de guerre ».

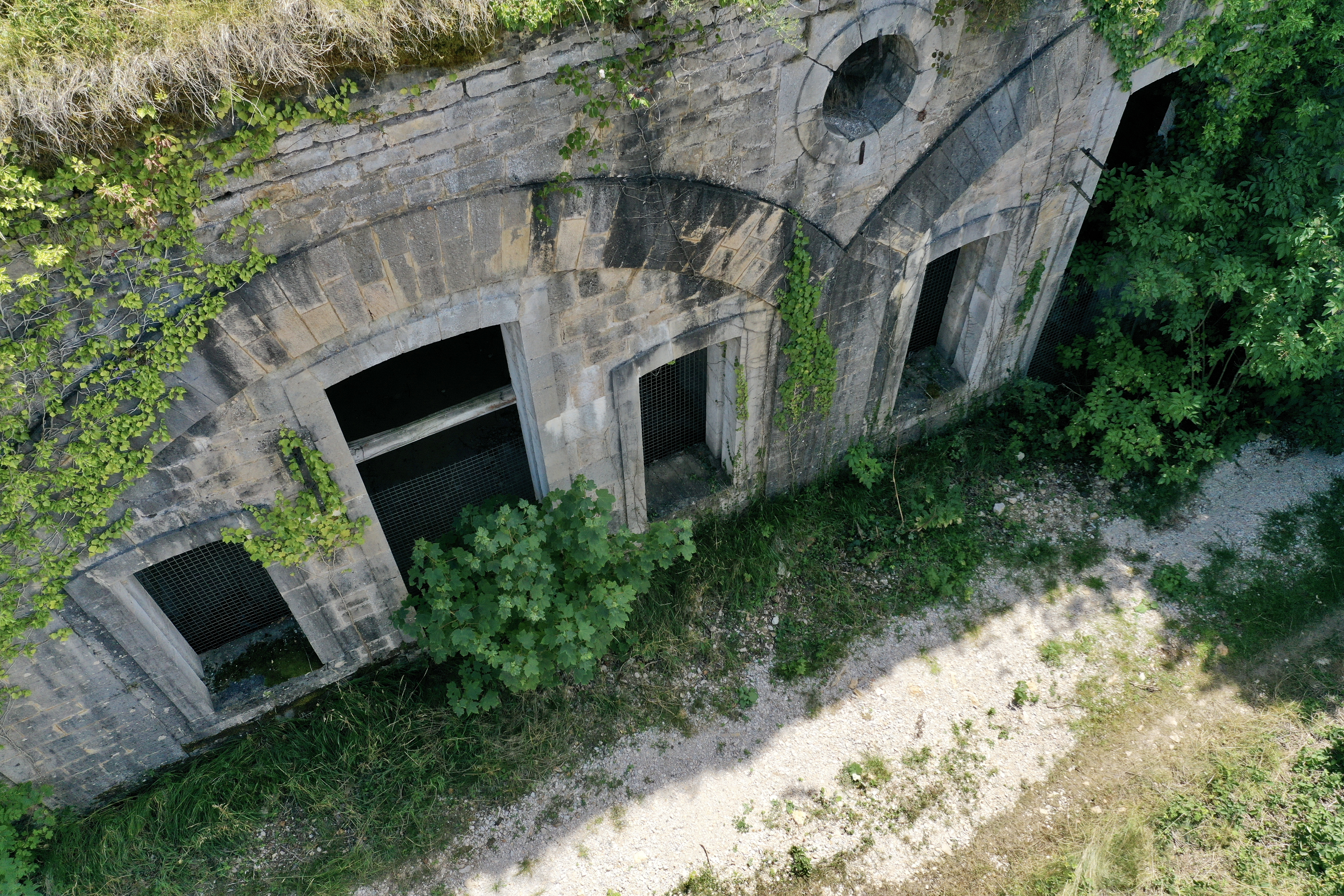
Photographie avec drone de l'intérieur du fort

 En consultant les plans du génie militaire, les photographies aériennes ou celles prises par les quelques personnes ayant obtenu une autorisation de visite, il est possible d'avoir un aperçu de l'intérieur du fort. Vu de haut, l'agencement général du fort se révèle :
- au centre, la longiligne cour intérieure orientée est-ouest ;
- la banquette d'infanterie sur le massif central (on y voit le débouché de cheminées d'aérage des chambrées) ;
- la  rue du rempart  passant en tunnel sous les cinq grandes traverses de protection latérale ;
- la banquette d'artillerie aménagée sur l'extérieur dans trois directions de tir (est, sud et ouest), Les six traverses-abri séparant, avec les grandes traverses précédentes, les différentes plates-formes d'artillerie ;
- les deux caponnières que les fossés contournent.

Les photographies au sol fournissent le détail de l'aménagement des dehors et de l'intérieur des différentes casemates :
- la rue du rempart , partie nord, d’où partent deux rampes d'accès au cavalier. Cette communication dessert, outre une banquette d'infanterie, une plate-forme d'artillerie orientée vers le Nord qu'encadrent deux traverses ;
- le casernement « temps de guerre » dont l'accès se fait depuis le porche d'entrée. Il est entièrement bétonné et ses fenêtres donnent sur le fossé Ouest.
- l'intérieur des deux caponnières avec leur pilier central et leurs embrasures ouvertes sur l'angle et les deux fossés qu'elles sont chargées de protéger, et dont la maçonnerie n' aurait sans doute pas résisté à un impact direct d'obus-torpille ;
- trois caves à canon, une à tir direct et deux à tir indirect ;
- un magasin à poudre ;
- l'intérieur des postes optiques. Il y en a deux : « Ouest » à quatre directions (Langres/Cognelot, Dijon/Motte-Giron et Mont Afrique, Auxonne/relais de secours vers Dijon, et Besançon/Bregille) ; « Est » à deux directions (Belfort/Salbert et Montbéliard/Mont-Bart).
- Le casernement originel avec ses dix chambrées et leur gaine de communication par l'arrière.
- Les diverses casemates, à gauche de la cour en venant de l'entrée, abritant des magasins pour les vivres, l'infirmerie…
- Une lampisterie, un four à pain (dégradé), des latrines…

## Le fort hier et aujourd'hui

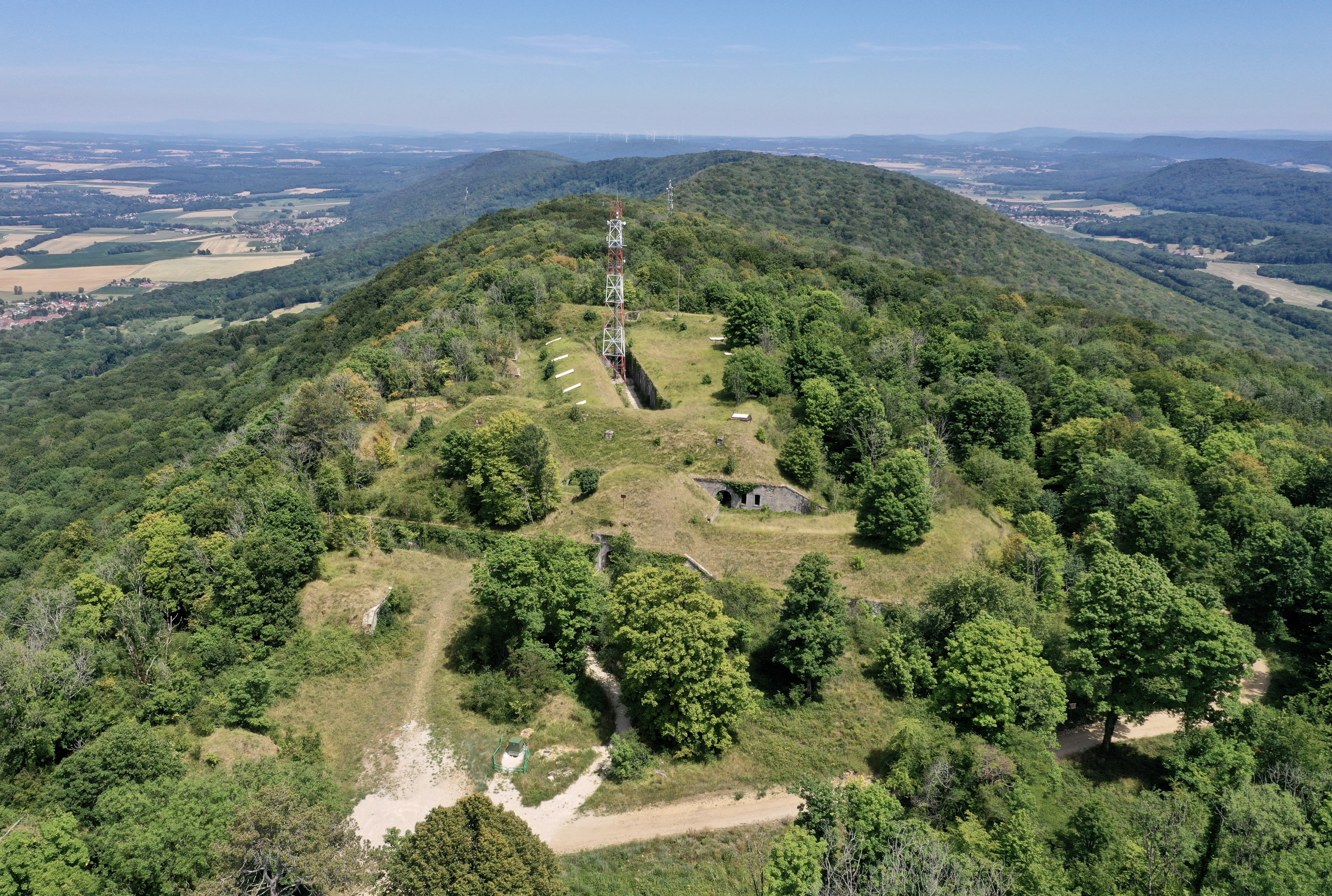
Photographie aérienne depuis l'ouest

Le fort de Chailluz n'a pas eu d'utilisation militaire. Désaffecté après la première guerre mondiale il a été, comme d'autres forts de la place, occupé par les Allemands après 1940. La commune de Besançon, qui en est l'actuel propriétaire, a autorisé l'installation à l'intérieur d'un pylône  supportant plusieurs émetteurs de télécommunications. Le fort ne se visite pas du fait de risques d'éboulement.
Outre les batteries de la Fourche et de la Charrière, on peut découvrir librement les magasins à poudre des Montarmots et de la Charrière, mais celui de la Fourche est fermé (grilles aux deux entrées). Ces  ouvrages sont sur des terrains communaux.